# Tichý Don (film, 1931)
Tichý Don (v ruském originále Тихий Дон, tj. Tichij Don) je sovětský černobílý dramatický film z roku 1931 režisérů Ivana Pravova a Olgy Preobraženské, kteří napsali i scénář. Jedná se o adaptaci prvních dvou dílů románu Tichý Don, kozácké epopeje od Michaila Šolochova, které vyšly roku 1928. Film byl natočen jako němý v roce 1930 a měl premiéru 14. května 1931. V roce 1933 byl dodatečně ozvučen, premiéra zvukové verze byla 14. září 1933.
Film byl v roce 1932 zařazen do soutěžního programu prvního ročníku mezinárodního filmového festivalu v Benátkách.

## Děj
Film vypráví o tragické situaci v Rusku na počátku 20. století, o osudech lidí zlomených první světovou válkou a bolševickou revolucí, o zhroucení základů a ideálů donského kozáctva, o osobní tragédii hlavní postavy díla – Grigorije Melechova.

## Obsazení
- Nikolaj Podgornyj jako Pentelej Melechov
- Andrej Abrikosov jako Grigorij Melechov
- Alexandr Gromov jako Pjotr Melechov
- Jelena Maximova jako Darja
- Emma Cesarskaja jako Aksinja
- Raisa Pužnaja jako Natálie
- Georgij Kovrov jako Stepan Astachov
- Vasilij Kovrigin jako Prokofij Melechov
- Tichon Dičenski jako ataman
- Leonid Jurenjov